# Lijnmotor

Schematische werking van een lijnmotor met vier cilinders

Een lijnmotor is een motorblok waarvan de cilinders naast- of achter elkaar in een lijn staan.
Moderne motorfietsen hebben dwarsgeplaatste lijnmotoren, zoals de Honda CB-modellen. Langsgeplaatste lijnmotoren in motorfietsen werden vroeger vooral in Amerika vaak toegepast (Excelsior-Henderson, ACE, Cleveland etc.) maar kregen met toegenomen vermogens problemen met de (lucht)koeling van de achterste cilinders. BMW gebruikte een langsgeplaatste lijnmotor in de BMW K 100-serie en de K1200LT-motorfiets.
In auto's worden dwarsgeplaatse lijnmotoren vaak toegepast in combinatie met voorwielaandrijving. Langsgeplaatste lijnmotoren worden veelal toegepast in combinatie met achterwielaandrijving (BMW, Mercedes-Benz), maar ook in combinatie met voorwielaandrijving en vierwielaandrijving. Een zescilinderlijnmotor heeft als principieel voordeel dat de bewegende massa's van nature in balans zijn.
In vrachtauto's worden lijnmotoren met achterwielaandrijving toegepast. Bij autobussen worden soms lijnmotoren toegepast waarvan de cilinderrij 90° gekanteld is (de cilinders liggen dus plat). De motor kan dan onder de vloer van de bus-carrosserie worden gemonteerd. Deze motor heet dan ook een underfloor motor.

## Luchtvaart
In de luchtvaart werd tot de jaren 1950 de lijnmotor als vliegtuigvoortstuwing vaak toegepast. Zowel in luchtgekoelde, als watergekoelde versies. Nadeel van de waterkoeling was het extra gewicht en de complexiteit van het koelsysteem (radiator, waterpomp en koelslangen). Bij luchtgekoelde lijnmotoren vormde vooral het gebrek aan koeling van de achterste cilinders een probleem, met als gevolg oververhitting van de motor. Lijnmotoren hadden tevens het nadeel dat, teneinde de propeller voldoende grondspeling te geven, de bovenkant van de motor zich in het zicht van de piloot bevond. De oplossing hiervoor was de omgekeerde (180 graden gedraaide) lijnmotor met de krukas boven en de cilinderkoppen beneden, met een verhoogd oliegebruik als gevolg. Vanaf 1950 werden in de kleine luchtvaart hoofdzakelijk nog luchtgekoelde boxermotoren en stermotoren toegepast vanwege de betrouwbaarheid en goede verhouding tussen vermogen en gewicht.

## Galerij

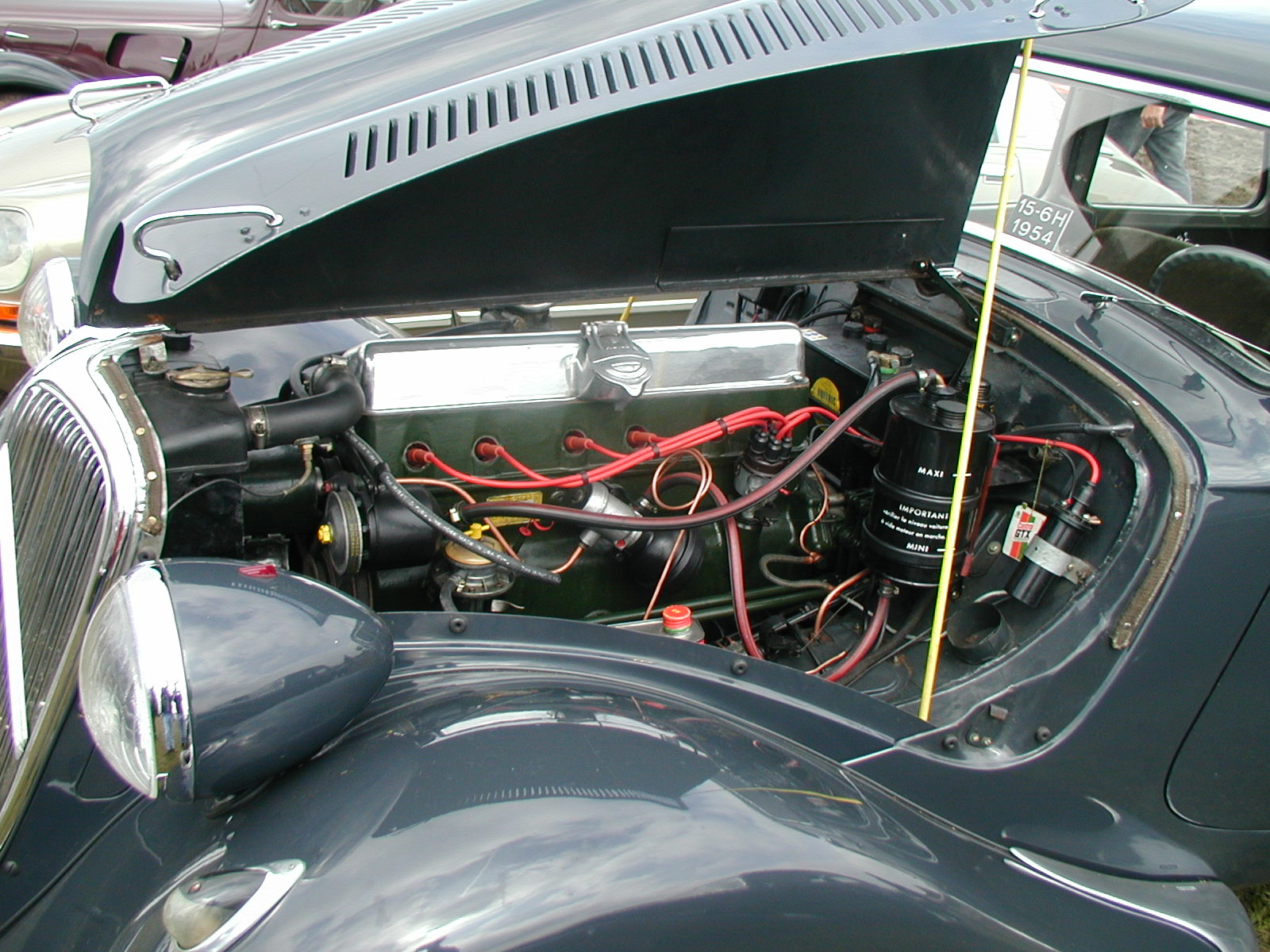
Zescilinderlijnmotor in een Citroën Traction Avant
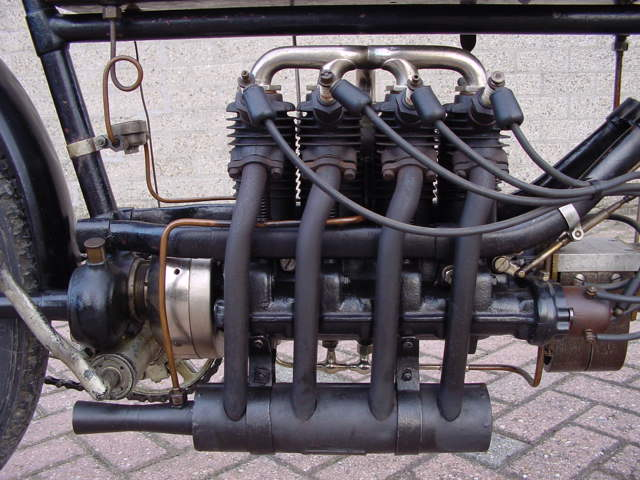
Het Belgische merk FN gebruikte als een van de eerste motorfietsmerken viercilinderlijnmotoren
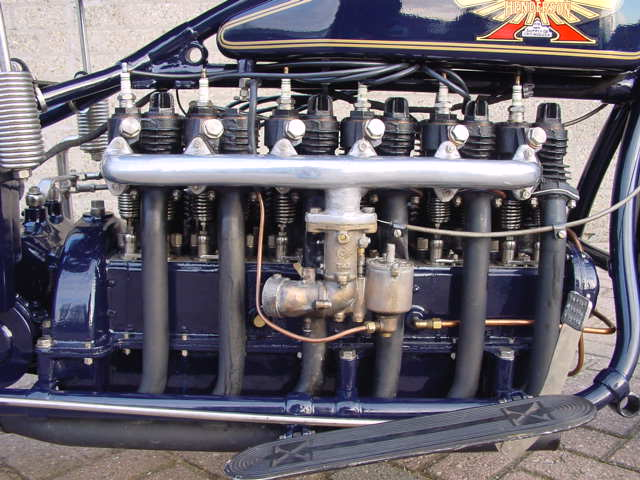
Zeer zeldzame zescilinderlijnmotor van een Henderson-motorfiets uit 1926
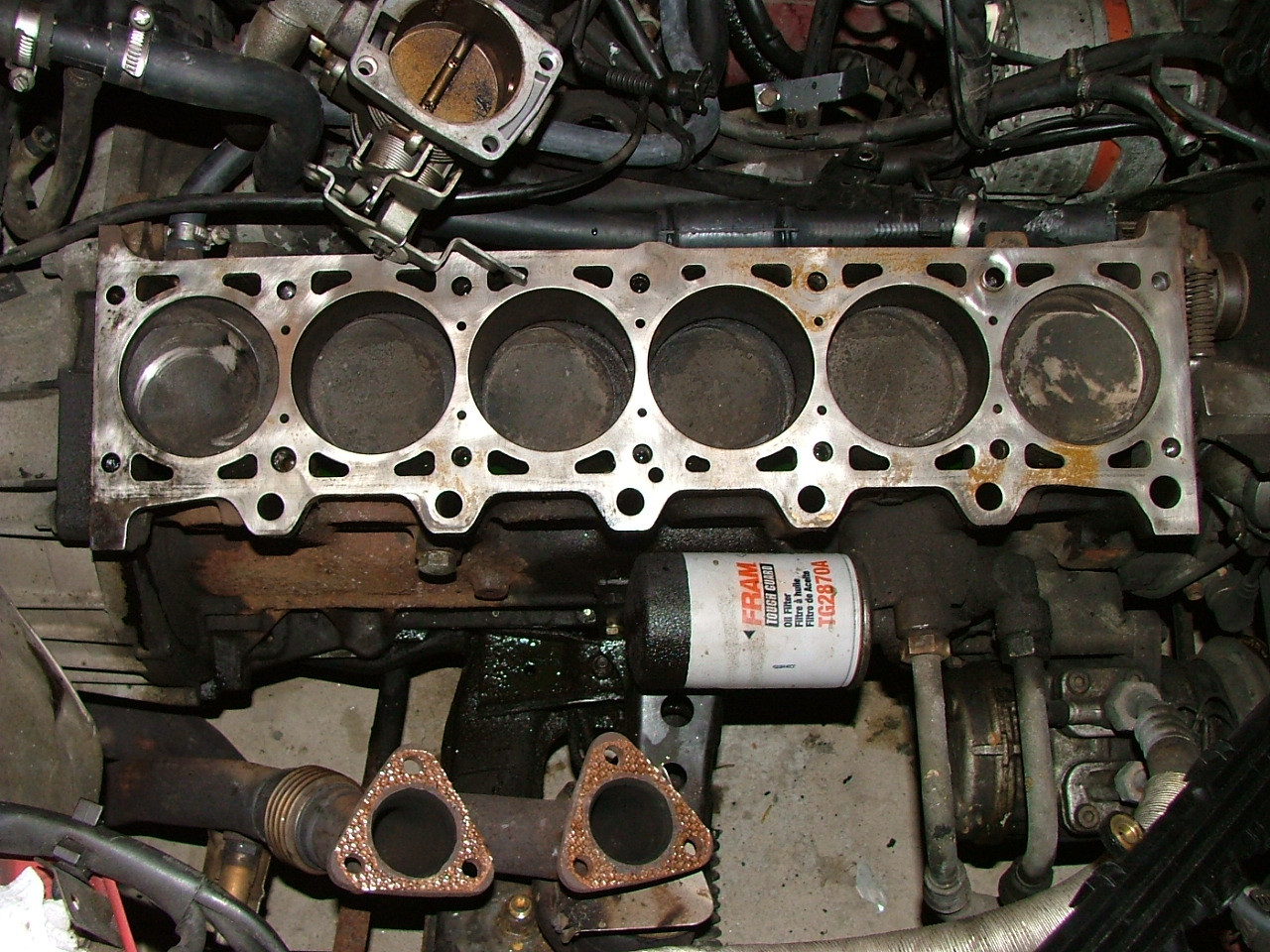
M20 Zescilinder 1989 BMW 325i
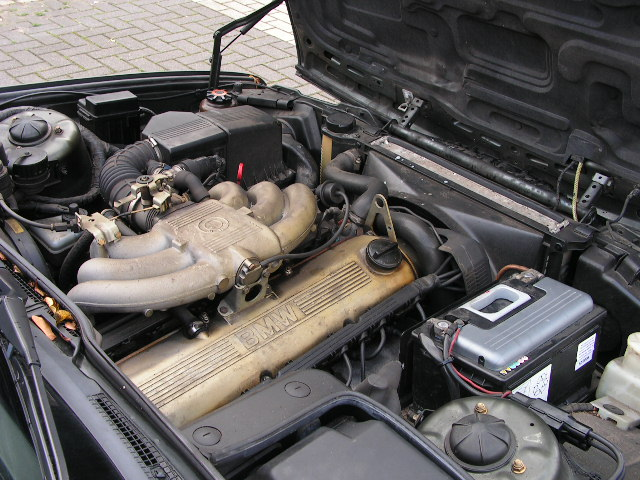
M20 Zescilinder 1990 BMW 525i
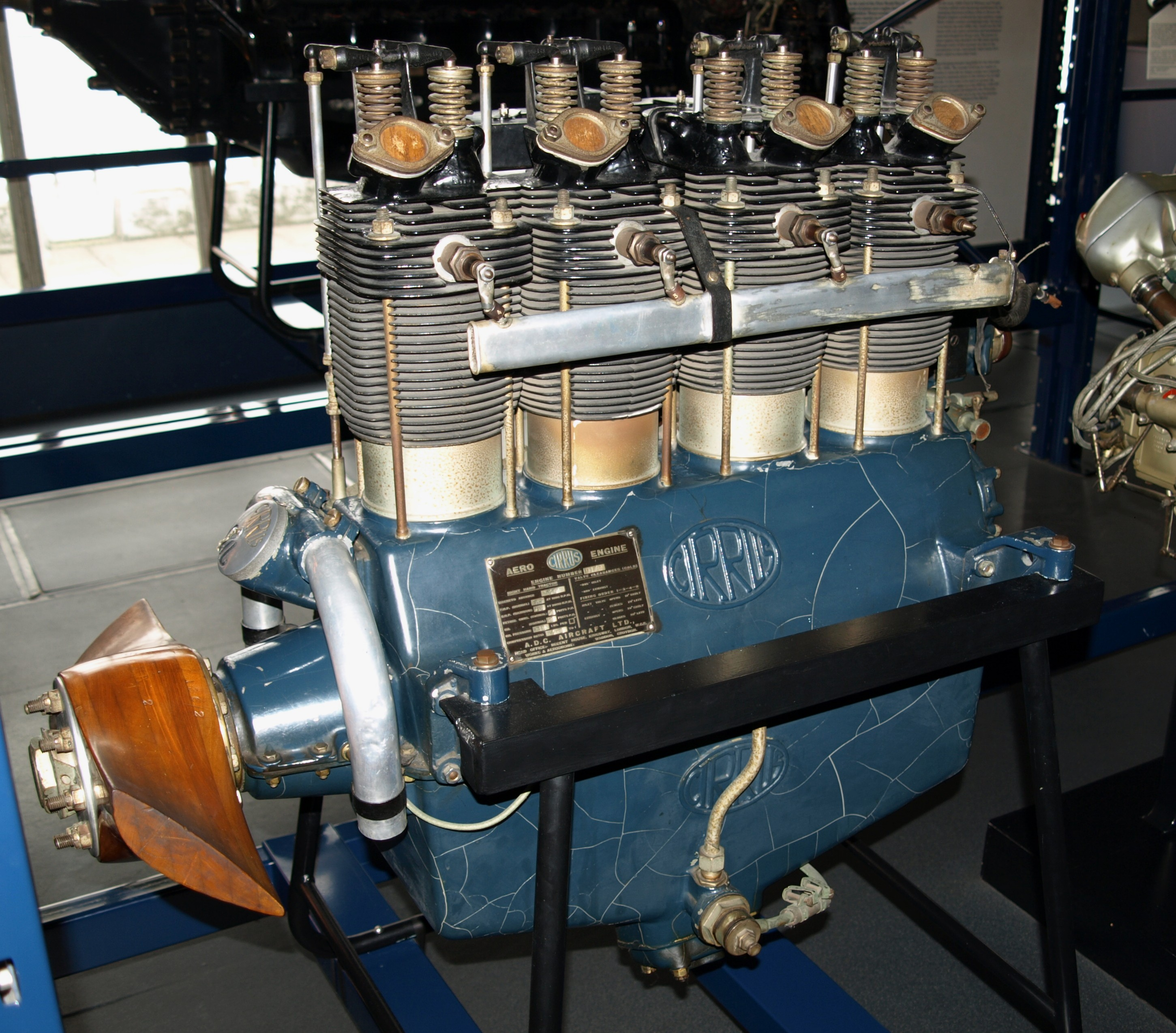
ADC Cirrus II luchtgekoelde viercilinder in lijn vliegtuigmotor (1926)
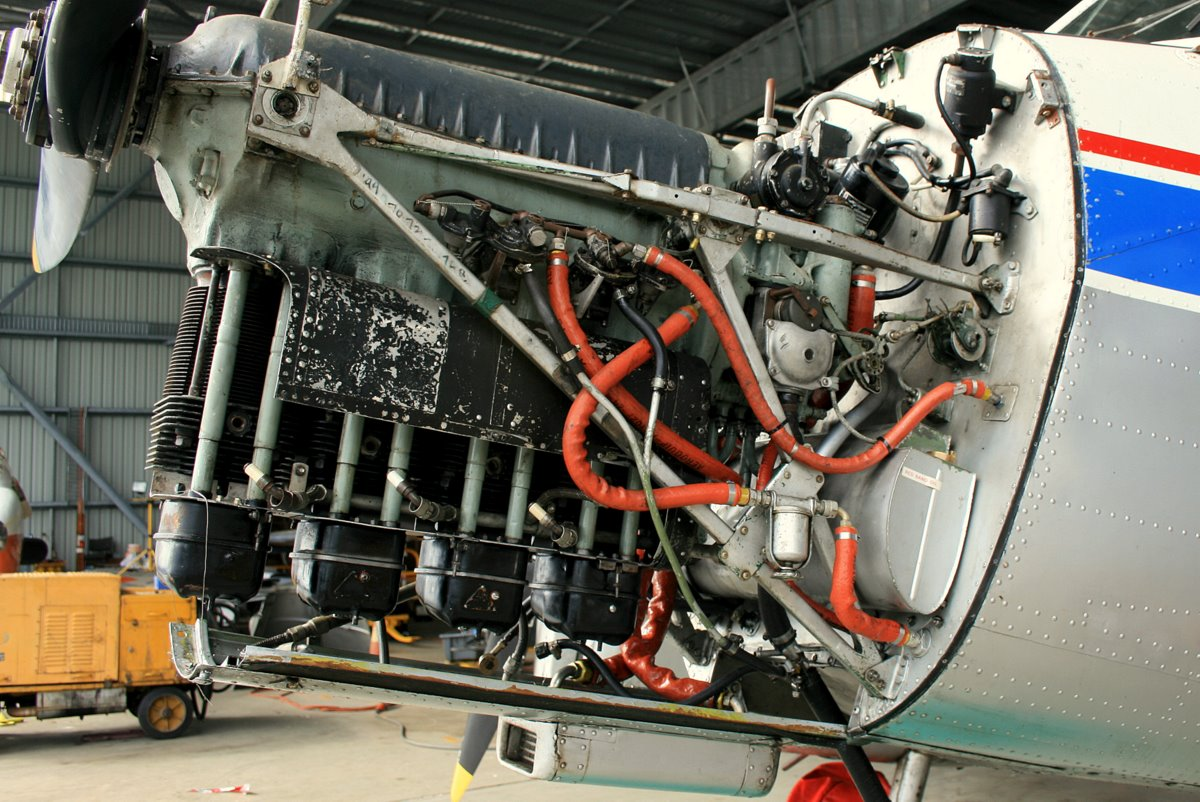
De Havilland Gipsy Major omgekeerde lijnmotor. Met de krukas boven en de vier cilinderkoppen beneden.